# Комівояжер
Комівояже́р (фр. commis voyageur) — збутовий посередник, роз'їзний агент торгової організації, що пропонує покупцям товари за зразками та каталогами.
Комівояжер виступає посередником між продавцем товару і покупцем. Діє, як правило, за дорученням фірми. Займається збутом товару за певну винагороду, яка залежить від кількості або суми проданого товару, роз'їжджаючи за зазначеними адресами (в тому числі й іногородніми, інколи закордонними).
Комівояжер має право сам одержувати гроші за товари і встановлювати терміни платежів.